# K. K. Haridas
K. K. Haridas (en malayalam : കെ.കെ. ഹരിദാസ്), né le 7 septembre 1965 à Thiruvananthapuram et mort le 26 août 2018 à Cochin, est un réalisateur indien de cinéma en malayalam.

## Filmographie partielle
| Année | Titre                         | Notes                             |
| ----- | ----------------------------- | --------------------------------- |
| 1994  | Vadhu Doctoranu               |                                   |
| 1995  | Kokkarakko                    |                                   |
| 1995  | Kakkakum Poochakkum Kalyanam  |                                   |
| 1996  | Kinnam Katta Kallan           |                                   |
| 1997  | Kalyanappittannu              |                                   |
| 1997  | Ikkareyanente Manasam         |                                   |
| 1999  | Panchapandavar                |                                   |
| 1999  | Onnaamvattam Kandappol        |                                   |
| 2000  | Ee Mazha Then Mazha           |                                   |
| 2004  | C. I. Mahadevan 5 Adi 4 Inchu |                                   |
| 2005  | Vacation                      |                                   |
| 2005  | Maanikyan                     | Réalisé en 2003, sortie repoussée |
| 2008  | Gopalapuranam                 |                                   |
| 2008  | Magic Lamp                    | Réalisé en 2000, sortie repoussée |
| 2012  | Josettante Hero               |                                   |
| 2015  | 3 Wicketinnu 365 Runs         | Réalisé en 2000, sortie repoussée |